# Ozodes nodicollis
Ozodes nodicollis är en skalbaggsart som beskrevs av Audinet-serville 1834. Ozodes nodicollis ingår i släktet Ozodes och familjen långhorningar. Inga underarter finns listade i Catalogue of Life.